# سكوت تايلور كومبتون
سكوت تايلور كومبتون (بالإنجليزية: Scout Taylor-Compton)‏ (من مواليد 21 فبراير 1989) ممثلة أميركية، ظهرت في أدوار عديدة تلفزيونية وسينمائية روائية تتراوح بين أعمال درامية وأفلام رعب، أبرزها تجسيدها شخصية لوري سترود في سلسلة أفلام الرعب هالوين (2007) و هالوين 2 (2009)، وكذلك شخصية ليتا فورد في الفيلم الهاربون (2010). بالإضافة إلى أخذ الدروس والغناء أغنية لفيلمها ليلة الدجاج (2001)، تيلور بما في ذلك وكور (2003) و يوميات الأميرة 2: الخطوبة الملكية (2004). بدأت الممثلة الشابة حياتها المهنية القيام الأفلام القصيرة، وقالت انها قدمت بسرعة الانتقال إلى الأدوار مسلسل تلفزيوني "، "ER" و "جيلمور فتيات". سرعان ما كان يلقي في فيلم روائي طويل 13 أصبحت 30 مع جنيفر غارنر وكذلك في سن المراهقة الكوميديا المنام، عام 2004. وفي عام 2006 وجدت نفسها مع دورا في WICKED LITTLE مع كلوي غرايس موريتز. جزء من بعد أفلام الظلام.

## روابط خارجية
- سكوت تايلور كومبتون على موقع IMDb (الإنجليزية)
- سكوت تايلور كومبتون على موقع ميتاكريتيك (الإنجليزية)
- سكوت تايلور كومبتون على موقع روتن توميتوز (الإنجليزية)
- سكوت تايلور كومبتون على موقع ألو سيني (الفرنسية)
- سكوت تايلور كومبتون على موقع أول موفي (الإنجليزية)
- سكوت تايلور كومبتون على موقع قاعدة بيانات الأفلام السويدية (السويدية)
- سكوت تايلور كومبتون على موقع قاعدة بيانات الفيلم (الإنجليزية)
- سكوت تايلور كومبتون على موقع كينوبويسك (الروسية)
- MTV.com interview